# Kilakarai
Kilakarai, Kilakkarai o Keelakarai (Tamil: கீழக்கரை) és un municipi del districte de Ramanathapuram a l'estat indi de Tamil Nadu. El 2011 la ciutat tenia 38.355 habitants. Kilakarai és una Taluka del districte de Ramanathapuram.

## Informació
Kilakarai és una ciutat costanera antiga i un port del sud Tamil Nadu. Fou un prosper port de mar i una porta a llocs tan llunyans com Madurai fins als inicis del segle xx. El famós cinturó de perles conegut com el Golf de Mannar està esquitxat amb illes petites com Appa Tivu, Nallathanni Theevu, Shuli Tivu,Uppu Tanni Tivu, Talari Tivu i Musal Tivu. La línia costanera de Kilakarai és formada per una sèrie de badies petites i esculls de coral més bons protegint la ciutat dels perills de l'oceà. Apareix també com "Kelikkarai", "Ninathaan mudithaan pattinam", "Sembi Nadu", "Lebbat pattan" (pattan és esmentat en viatges de Ibn Battuta i en el mapa mostrat al Ibn Battuta Mall de Dubai).
Les ocupacions primeres dels habitants foren perles, conxes, comerç marítim i transport. A mitjan segle XX es va produir una decadència en aquestes ocupacions pel transport marítim massiu en grans vaixells i va deixar de per ser un port per aquestes tasques. El cultiu de perles va destruir els esculls de coral i va posar fi al comerç de perles o Muthu Salabam. Les indústries de conxes i de coral van declinar a causa de restriccions i nous controls.
La majoria de la població és musulmana (80%). Té la 4a mesquita més vella en el món i la primera mesquita més antiga de l'Índia coneguda com a Jumma Palli o Meen Kada Palli. Té un patrimoni pre-islàmic únic de més de 2.000 anys. Ibnu Batutah en les seves notes de viatge diu: "és el lloc on la majoria d'àrabs viuen" i va quedar sorprès per veure'ls vivint com en terra àrab".

## Informació política
Kilakarai va ser constituït com a panchayat l'any 1885 i fou elevada a Ciutat Especial Panchayat per G.O. No. 1481/82/J5, de 25 de gener de 1982 i a municipi per G.O. No. 300 i 301 de 24 d'agost de 2004 (municipi de tercer grau).

## Demografia
Segons el cens de 2011 Keelakarai tenia 38.355 habitants. Pel cens religiós de 2011, Keelakarai tenia un 17.6% de hindús, un 79.92% de musulmans, un 1.16% de cristians, 0.01% de sikhs, 0.01% de jains, i 1.31% d'altres religions.

## Galeria de fotos

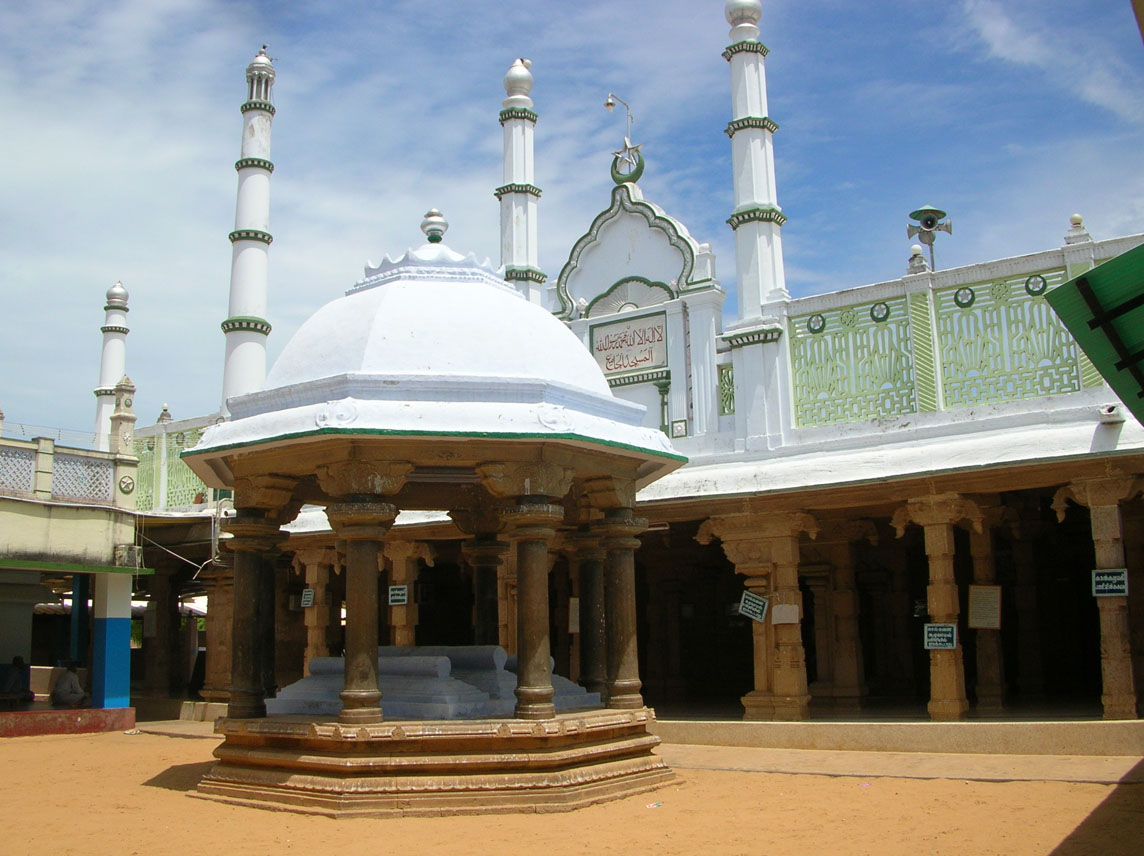
Masjid ul Jamiah (la tercera mesquita més vella de Kilakarai)
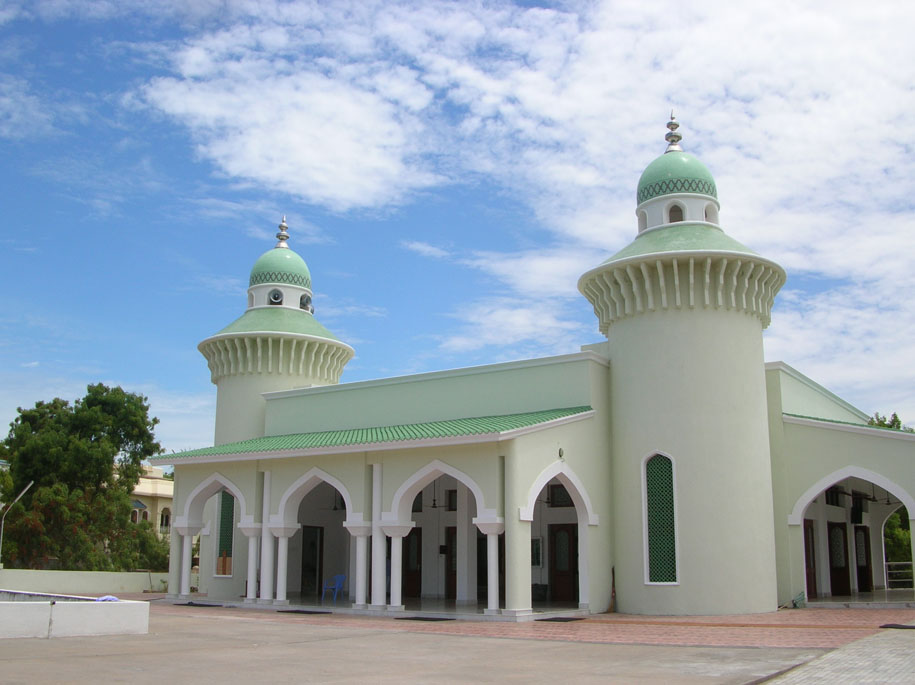
Amir ul Muminin Abu Bakr Siddiq Palli (Masjid)
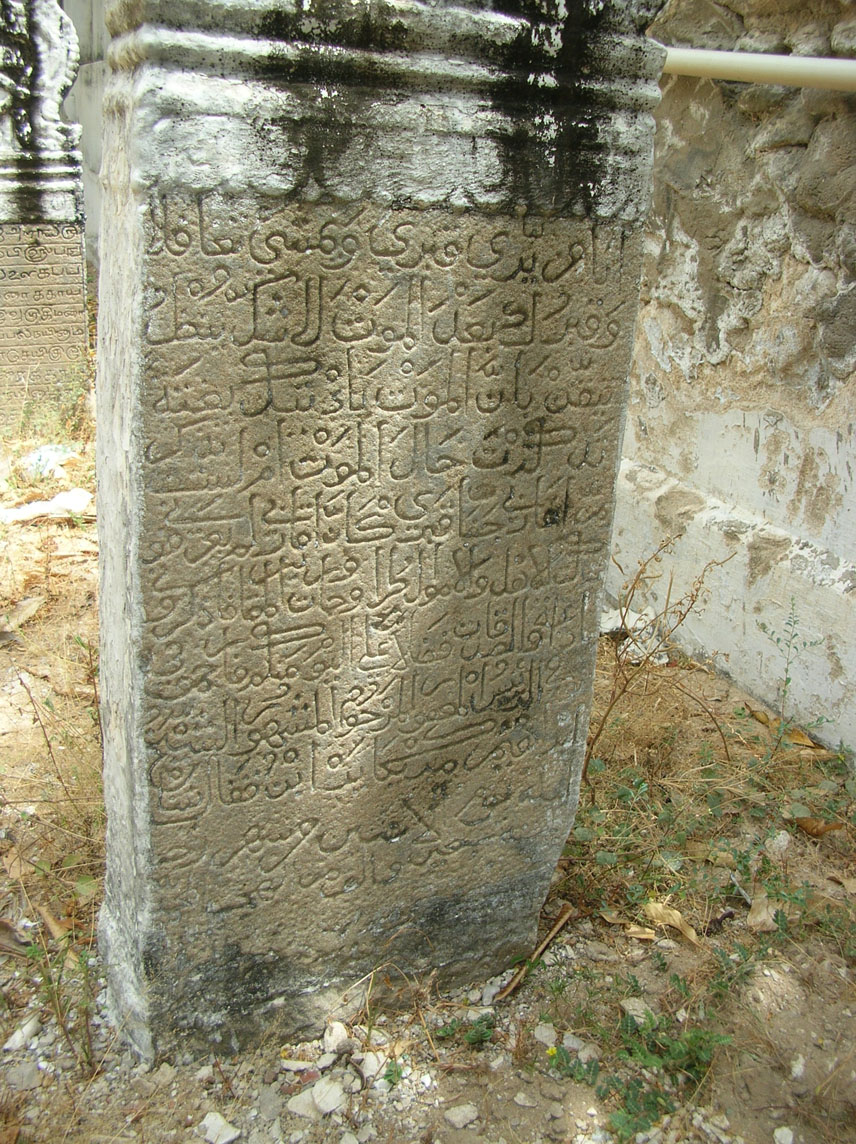
Làpida amb Àrab & Tamil (Arwi) inscripcions (al Vell Jumma Masjid de Kilakarai)